# کانو تانیو
کانو تانیو (انگلیسی: Kanō Tan'yū؛ ۴ مارس ۱۶۰۲ – ۴ نوامبر ۱۶۷۴) نقاش، و هنرمند در دوره ادو اهل ژاپن بود.